# Juan Méndez González
Juan Méndez González (Santa Cruz de la Palma, 20 de octubre de 1961) es un exjugador de baloncesto profesional de nacionalidad española cuya carrera deportiva transcurrió en clubes de distintas categorías de élite del baloncesto español.
Tras jugar durante toda su vida en distintos clubes canarios, en la temporada 1991/92 ficha por el Cáceres C. B., club que militaba en Primera División y del que se convierte en uno de los principales artífices de que el mismo consiguiera el ascenso a la liga ACB.
Tras ser uno de los jugadores que formaron la primera plantilla en el año del debut del desaparecido Cáceres CB en la ACB, regresó al CB Canarias donde se retiró tras la disputa de la temporada 1993-94. Además posee el récord de ascensos a la máxima liga de competición española con nada menos que 6.

## Trayectoria deportiva
- Club Baloncesto Canarias (1980-1987)
- Club Baloncesto Gran Canaria (1987-1991)
- Cáceres Club Baloncesto (1991-1993)
- Club Baloncesto Canarias (1993-1994)